# Animator (Film)

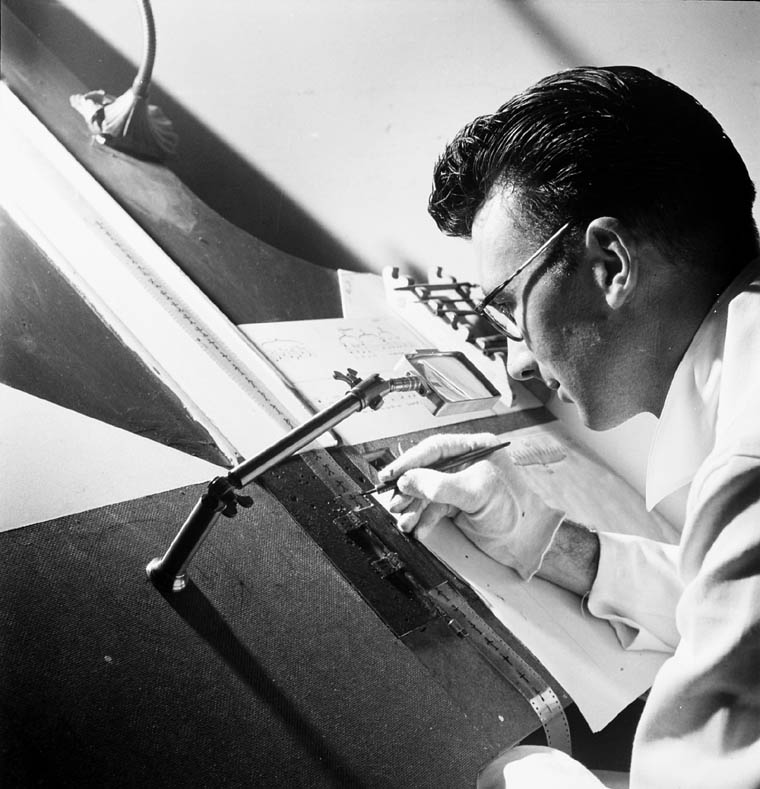
Norman McLaren, 1944

Animator ist eine Berufsbezeichnung aus der Filmbranche. Der Animator beschäftigt sich mit der Erstellung von animierten Filmen aus Einzelbildern, die entweder von Hand gezeichnet, am Computer generiert oder mit beliebiger Technik ausgeführt werden. Die früher übliche Bezeichnung Trickfilmzeichner wird allmählich durch „2-D-Animator“ ersetzt, in Abgrenzung zum 3-D-Animator oder Computeranimator (auch CGI-Animator). Weitere übliche Spezialisierungen sind der Puppenanimator und der Knetgummianimator.
Die Kunst des Animators besteht darin, Unbelebtes zum Leben zu erwecken. „Ein Animator ist ein Schauspieler mit dem Bleistift“ (Art Babitt), heutzutage zu ergänzen durch „oder mit dem Computer“. Zum Zweck der Animation von Sprache kann dies auch die Rolle des Synchronsprechers beinhalten, was jedoch selten im Endprodukt erhalten bleibt. Die Ausbildung zum Animator findet heutzutage hauptsächlich als Studium statt, in Deutschland sowohl an staatlichen Kunst- oder Filmhochschulen als auch an privaten Lehrstätten. Auf Papier animieren zu können, ist weiterhin die Grundlage des Berufs. Erst später erfolgt die Spezialisierung auf eine bestimmte Technik oder einen der Nischenberufe innerhalb der Filmindustrie. Die Benutzung von Computern gehört in jedem Falle dazu, da auch handgezeichnete Animation heutzutage üblicherweise im Rechner weiterverarbeitet wird.
Je nach Studiogröße und Umfang des Filmprojekts ist ein Animator ein Generalist, der von der Idee über den Figurenentwurf bis Animation und Kamera alles beherrscht, oder er ist ein Spezialist, der unter Anleitung anderer fremde Figuren bewegt. Neben dieser Character Animation gibt es z. B. noch die Special Effects Animation, die wissenschaftliche Visualisierung oder die bewegte Visualisierung in Design und Architektur. Aufgrund der schnellen Entwicklung auf dem Gebiet der Computeranimation können auch Menschen ohne klassische Ausbildung als Animatoren arbeiten, sofern sie nur genügend Talent oder Eignung vorweisen können.